# یوانلو (بازیکن فوتبال، زاده ۱۹۸۴)
یوانلو (انگلیسی: Juanlu؛ زادهٔ ۷ فوریهٔ ۱۹۸۴) بازیکن فوتبال اهل اسپانیا است.
از باشگاه‌هایی که در آن بازی کرده‌است می‌توان به باشگاه فوتبال هرکولس، باشگاه فوتبال ژیرونا، باشگاه فوتبال کوردوبا، باشگاه ورزشی تنریف، و باشگاه فوتبال والنسیا اشاره کرد.
وی همچنین در تیم‌های ملی فوتبال زیر ۱۹ سال اسپانیا و زیر ۲۰ سال اسپانیا بازی کرده‌است.